# Нумеричка прогноза времена
Нумеричка прогноза времена је рачунарска симулација атмосферских процеса почевши од тренутног стања атмосфере. Тренутно стање и развој временских процеса могу се описати физичким законима. Математичка формулација ових закона представља систем парцијалних нелинеарних диференцијалних једначина које немају тачна аналитичка решења, већ се решавају нумеричким методом коначних разлика. Домен интеграције се представља тродимензионалном мрежом тачака у којима се одређују вредности атмосферских параметара. Почевши од тренутног стања, за сваку тачку у сваком кораку времена, решава се систем једначина за одређене параметре. Корак у времену зависи од хоризонталне резолуције и нумеричког метода који се користи за решавање система једначина. С обзиром на домен нумеричког модела користе се глобални, који покривају целу планету и регионални за ограничену географску област. Да бисмо тачно представили атмосферске процесе, нарочито у нижим слојевима атмосфере, потребна је фина резолуција у моделу. Представљање жељених временских појава одређује резолуцију нумеричког модела с једне стране, а са друге ограничења у рачунарским ресурсима и времену потребном за оперативни рад модела, како би се његови резултати користили у пракси. На пример, димензије поља ниског или високог атмосферског притиска су реда величине 1000 km, док су димензије олујних облака реда величине неколико километара. Један од начина за превазилажење ових проблема јесте коришћење нумеричких модела високе резолуције за ограничену област, док се почетни и бочни гранични услови узимају из глобалних модела који имају грубљу резолуцију